# Isla Laurie
La isla Laurie, también llamada isla Lauría en español (en inglés: Laurie Island), es una isla de la Antártida, la segunda más grande en las islas Orcadas del Sur. Se ubica a 60°44′S 44°37′O / -60.733, -44.617.
La isla mide 12,5 millas de largo en dirección este-oeste, siendo la más oriental de las Orcadas del Sur. La punta Buchanan en el extremo noreste de la isla, junto con él con cabo Whitson en su costa sur, son áreas importantes para la conservación de las aves.
Los únicos habitantes de las islas viven en la base Orcadas de la República Argentina, existente desde 1904. Dicha base antártica es el establecimiento humano permanente de forma ininterrumpida más antiguo existente hoy en todo el territorio antártico.

## Historia

### Descubrimiento y expedición escocesa
Fue descubierta en diciembre de 1821, en el curso del crucero conjunto del capitán Nathaniel Palmer, un marino estadounidense, y el capitán George Powell, un marino británico. Recibió el nombre en honor de Richard Holmes Laurie, cartógrafo del Almirantazgo Británico, quien realizó un mapa de la isla basándose en las observaciones de Powell. Dos años más tarde, James Weddell cartografía la isla por segunda vez, aunque sus gráficos resultaron ser mucho menos precisos que las tablas de Powell. Weddell trató de cambiar el nombre de la isla por el de Melville's Island en honor a Robert Dundas, segundo Vizconde de Melville, pero el nombre desapareció cuando la Expedición Antártica Nacional Escocesa optó por el de isla Laurie.

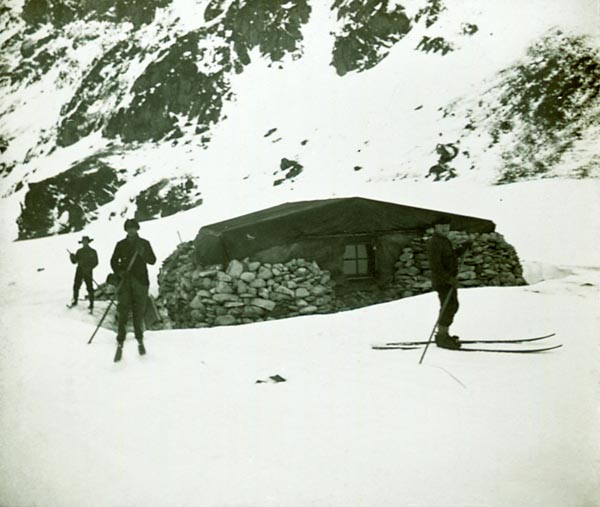
La estructura original de la Base Orcadas de la isla Laurie, en 1903.

El primer asentamiento en la isla fue Omond House, una edificación de piedras construido por William Speirs Bruce y su tripulación durante la Expedición Antártica Nacional Escocesa de 1902-1904. Recibió su nombre en honor a Robert Omond, director del Observatorio de Edimburgo, y patrocinador de la expedición. A bordo de su barco, el Scotia, Bruce desembarcó en la isla en marzo de 1903 y llevó a cabo el primer estudio científico exhaustivo de la isla. El Omond House se utilizó como refugio y observatorio meteorológico. También se construyó un depósito.
El gobierno británico se había negado previamente a llevar a cabo estudios científicos con la expedición escocesa, ya que consideraban a la isla como inútil. La expedición careció del mandato necesario para reclamar la isla para Inglaterra o Escocia.

### Primera base antártica

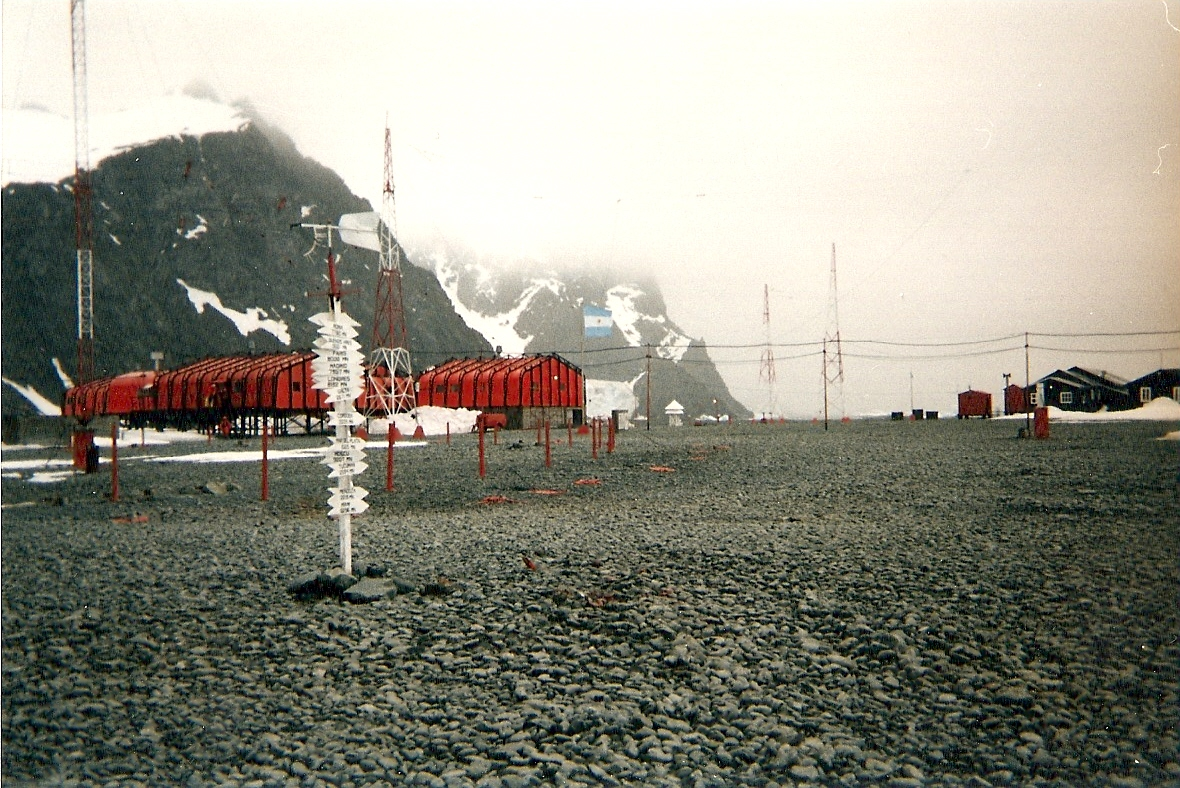
La base Orcadas.

Bruce luego partió hacia Buenos Aires para realizar reparaciones a su barco y reaprovisionamiento. En enero de 1904, le ofreció el control de la casa Omond al gobierno de Argentina para la continuidad del programa de observaciones. Las instalaciones (la casa, un depósito y las instrumentaciones) fueron vendidas y el sitio fue rebautizado como Base Orcadas. Los hechos quedaron materializados por el entonces presidente Julio Argentino Roca a través de un decreto publicado el 2 de enero de 1904. Bruce trasladó en su barco Scotia a los tres agentes argentinos designados para hacerse cargo de la base: Edgard C. Smula (empleado de la oficina meteorológica), Luciano Valette (empleado en la oficina de zoología) y Hugo Alberto Acuña (empleado en la oficina de la empresa oficial argentina de correos y telégrafos). Junto a ellos quedaron Roberto C. Mossman y William Smith (jefe y cocinero de la expedición escocesa).
Argentina tomó posesión de la isla el 22 de febrero de 1904. Además del observatorio meteorológico, también se instaló una oficina de correos. A Hugo Alberto Acuña le correspondió ese día izar por primera vez su pabellón nacional en el continente antártico. Desde entonces la base ha estado en operación permanente, siendo la única base de un país en la Antártida durante 40 años. Debido a estos hechos, mediante la Ley Nacional 20.827 de 1974, se instituyó como el Día de la Antártida Argentina el 22 de febrero de cada año.
En 1905, el gobierno argentino construyó una primera instalación propia: la Casa Moneta. Todos los años, la Armada Argentina envía una nave para reponer los suministros. La isla resultó políticamente valiosa para Argentina, para justificar su reclamo de un sector en la Antártida. Argentina sostiene que su establecimiento permanente ininterrumpido en la isla demuestra uno de sus mayores títulos de soberanía en el continente.
La isla Laurie es también el sitio de la primera oficina de correos construida en la Antártida. Después del traspaso de la casa Omond, Argentina inició sus servicios postales el 20 de febrero de 1904. La oficina de correos fue desactivada poco después hasta 1942, cuando se reiniciaron los servicios postales, en parte para hacer valer su reclamo de las Orcadas del Sur.

### Disputas territoriales

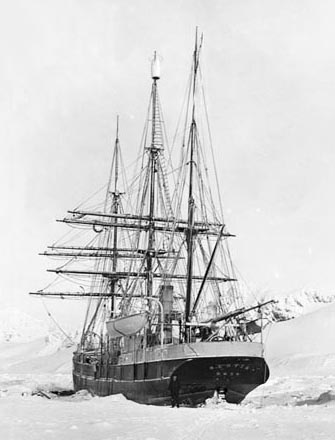
El Scotia en la isla Laurie hacia 1903.

En 1908, el Reino Unido había llegado a lamentar su evaluación anterior sobre la isla Laurie. En las cartas patentes de 1908, el gobierno británico declaró un reclamo de soberanía sobre las Orcadas del Sur e incorporó a la isla Laurie en las dependencias de las Islas Malvinas, recientemente creadas y sujetas al gobierno británico en las Islas Malvinas. La postura británica indica que Argentina no interpuso una protesta formal rápidamente contra la carta patente, interpretando eso como una aceptación de la reclamación británica. La posición británica también dice que Bruce le había otorgado a Argentina solamente la estación meteorológica, pero no la soberanía de la isla Laurie. El 23 de agosto de 1906, el embajador británico en Buenos Aires, William Haggard, había expresado por nota al canciller argentino, Manuel Augusto Montes de Oca, que las Orcadas del Sur eran británicas y que la cesión de las instalaciones era transitoria.
La controversia territorial se intensificó en 1925 con la construcción de una estación telegráfica inalámbrica argentina en la isla, que se inauguró el 30 de marzo de 1927. Como Argentina considera a la isla Laurie como propia, el gobierno argentino no solicitó permiso del gobierno británico para operar la estación, y por primera vez, hizo una declaración rotunda declarando su soberanía sobre la isla.
El 15 de diciembre de 1927 la Dirección General de Correos y Telégrafos de la República Argentina comunicó a la Oficina Internacional de la Unión Postal Universal que:

(...) la jurisdicción territorial argentina se extiende, de derecho y de hecho, a la superficie continental, al mar territorial, a las islas situadas sobre la costa marítima, a una parte de Tierra del Fuego y a los Archipiélagos de los Estados, Año Nuevo, Georgia del Sur, Órcadas del Sur y a las tierras polares no delimitadas. De derecho, no pudiendo ejercerla de hecho debido a la ocupación mantenida por Gran Bretaña, le corresponde también el archipiélago de las Malvinas.

El Reino Unido vio la posibilidad de renunciar estratégicamente a las Islas Orcadas del sur a favor de Argentina con el fin de fortalecer las relaciones diplomáticas o para asegurarse las Islas Malvinas para ellos mismos. La ocupación argentina de la isla Laurie planteaba un problema de esta estrategia, ya que debilitó la demanda británica a las Orcadas del Sur, debido a que antes de una cesión británica de las Orcadas del Sur podría ejercer alguna influencia, el Reino Unido tendría que solidificar su propia reclamación sobre el territorio.
Luego de que Argentina restableciera su oficina postal en 1942, el gobierno británico se negó a reconocer la legitimidad de dicha oficina. Cuando el crucero auxiliar HMS Carnarvon Castle visitó la isla Laurie, el Secretario de Estado para las Colonias advirtió a la tripulación contra el envío de cartas al mismo tiempo en la costa, ya que al hacerlo podría socavar la posición británica de que Argentina no tenía autoridad para establecer una oficina de correos en la isla Laurie.

### Base C
El 21 de enero de 1946 el Reino Unido trasladó la Base C desde la isla Coronación al cabo Geddes en la península Ferguslie de la isla Laurie. El edificio de la base recibió el nombre de Cardinall House en homenaje a sir Alan Cardinall, quien era entonces gobernador británico de las islas Malvinas. La base fue ocupada hasta que se la cerró el 17 de marzo de 1947 porque las operaciones fueron trasladadas a la nueva Base H (Base Signy) en la isla Signy. La base permanece abandonada, pero es usada periódicamente por personal de la Base Orcadas como refugio ocasional y sitio para la observación de aves.
El 1 de diciembre de 1959 fue firmado el Tratado Antártico, congelando los litigios territoriales e impidiendo la realización de nuevas reclamaciones o la ampliación de las existentes mientras dure su vigencia.

## Geología

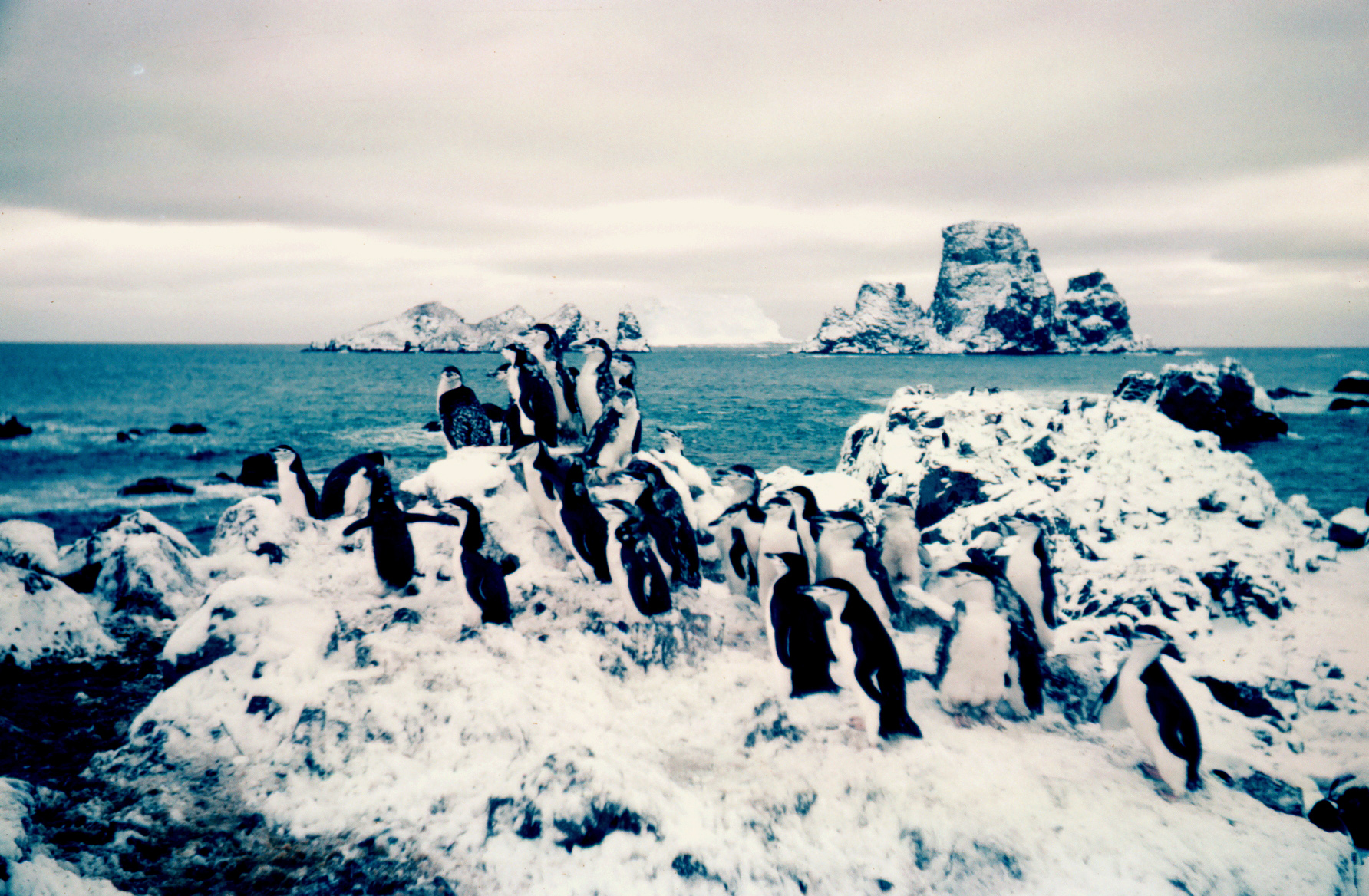
Pingüinos de barbijo en la Isla Laurie.

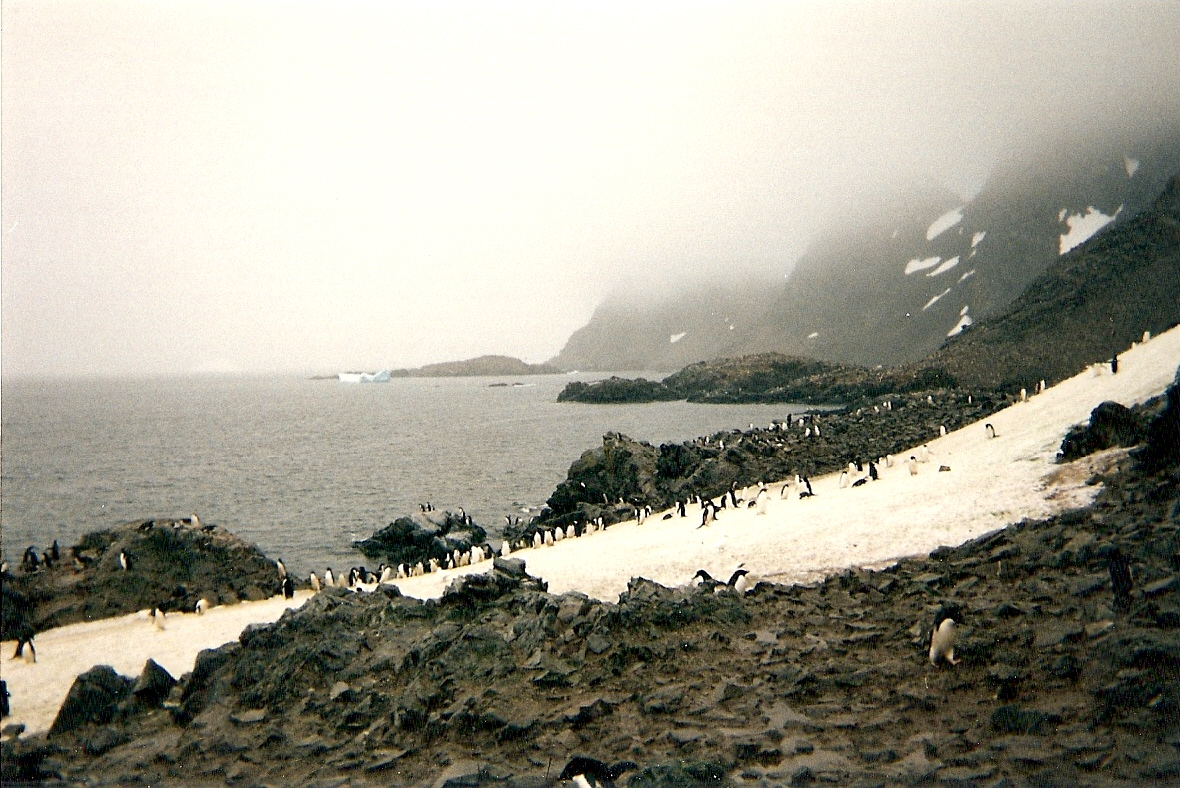
Isla Laurie en 2012.

Las rocas sedimentarias, en particular de la formación Greywacke-Shale, constituyen la mayor parte de la isla Laurie. John H. Harvey Pirie, un geólogo a bordo del Scotia describió a la roca como "una grauvaca de grano fino de color gris verdoso o gris azulado". La grauvaca contiene granos de muchos minerales diferentes, siendo el cuarzo la más numerosa. Pirie también encontró formaciones de esquisto distribuidos por toda la isla, generalmente fracturados y retorcidos. El islote Graptolite, en la costa sudoriental de la isla Laurie, particularmente posee estas formaciones de esquisto.
Fue en dicho islote que Pirie recogió tres fósiles que después confundió a los restos de antiguos organismos animales conocidos como graptolites, de ahí el nombre de la pequeña isla. Gertrude Elles cree que el Pleurograptus fue la especie específica a la cual pertenecían los graptolites. Un análisis posterior demostró que los fósiles hallados eran simplemente los restos de plantas antiguas.
La datación de la formación Greywacke-Shale ha demostrado ser una fuente de controversia científica. Basado en el análisis incorrecto de Pirie de los "graptolites", el geólogo Rafael Cordini data a la formación al período Ordovícico. Sin embargo, esta explicación resultó ser insostenible, ya que la isla habría sido mucho más antigua de lo que se creía posible. La revaluación de los fósiles de Pirie como de otros restos vegetales dataron la formación al período Carbonífero, muchos millones de años más tarde de lo inicialmente se pensaba.

## Clima

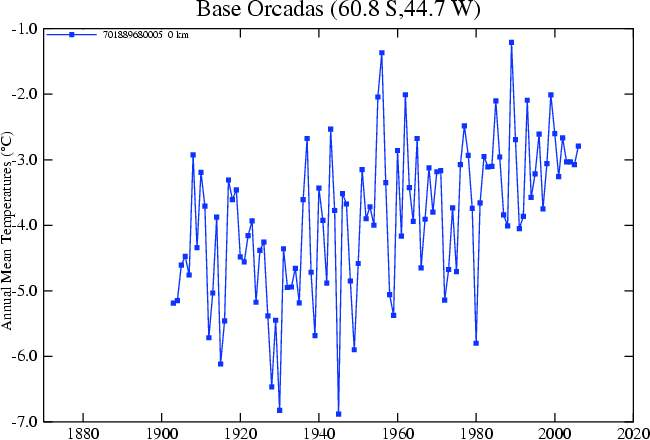
Temperaturas promedio del aire en casilla meteo, de 1901 a 2007; en NASA.

Según la clasificación climática de Köppen, la isla entra en el clima de tundra, muy próximo al límite con el clima polar.
Registros meteorológicos de la base Orcadas
- Temperatura máxima: +15,2 °C
- Temperatura mínima: -44,0 °C
- Humedad relativa promedio: 86 %
- Velocidad promedio del viento: 4,6 m/s
- Presión atmosférica promedio: 992 hPa

Temperaturas promedias
- Mes más cálido (febrero): 1,3 °C
- Mes más frío (julio): -8,9 °C
- Anual: -4,2

Precipitaciones promedias
- mes con mayores precipitaciones (marzo): 59,4 mm
- mes con menores precipitaciones (diciembre): 33,8 mm
- precipitación anual: 485,8 mm
- días con nevadas por año: 227

| Parámetros climáticos promedio de Base Orcadas, isla Laurie · (1903−1950 normales, extremas 1903−1950 y 1961−1990) | Parámetros climáticos promedio de Base Orcadas, isla Laurie · (1903−1950 normales, extremas 1903−1950 y 1961−1990) | Parámetros climáticos promedio de Base Orcadas, isla Laurie · (1903−1950 normales, extremas 1903−1950 y 1961−1990) | Parámetros climáticos promedio de Base Orcadas, isla Laurie · (1903−1950 normales, extremas 1903−1950 y 1961−1990) | Parámetros climáticos promedio de Base Orcadas, isla Laurie · (1903−1950 normales, extremas 1903−1950 y 1961−1990) | Parámetros climáticos promedio de Base Orcadas, isla Laurie · (1903−1950 normales, extremas 1903−1950 y 1961−1990) | Parámetros climáticos promedio de Base Orcadas, isla Laurie · (1903−1950 normales, extremas 1903−1950 y 1961−1990) | Parámetros climáticos promedio de Base Orcadas, isla Laurie · (1903−1950 normales, extremas 1903−1950 y 1961−1990) | Parámetros climáticos promedio de Base Orcadas, isla Laurie · (1903−1950 normales, extremas 1903−1950 y 1961−1990) | Parámetros climáticos promedio de Base Orcadas, isla Laurie · (1903−1950 normales, extremas 1903−1950 y 1961−1990) | Parámetros climáticos promedio de Base Orcadas, isla Laurie · (1903−1950 normales, extremas 1903−1950 y 1961−1990) | Parámetros climáticos promedio de Base Orcadas, isla Laurie · (1903−1950 normales, extremas 1903−1950 y 1961−1990) | Parámetros climáticos promedio de Base Orcadas, isla Laurie · (1903−1950 normales, extremas 1903−1950 y 1961−1990) | Parámetros climáticos promedio de Base Orcadas, isla Laurie · (1903−1950 normales, extremas 1903−1950 y 1961−1990) |
| Mes | Ene. | Feb. | Mar. | Abr. | May. | Jun. | Jul. | Ago. | Sep. | Oct. | Nov. | Dic. | Anual |
| --- | --- | --- | --- | --- | --- | --- | --- | --- | --- | --- | --- | --- | --- |
| Temp. máx. abs. (°C)                                                                                               | 12.2 | 9.0 | 10.8 | 7.6 | 9.2 | 6.8 | 7.8 | 8.2 | 6.8 | 9.3 | 8.8 | 15.2 | 15.2 |
| Temp. máx. media (°C)                                                                                              | 1.8 | 1.9 | 1.4 | -0.8 | -3.6 | -6.3 | -6.4 | -5.8 | -3.4 | -1.0 | -0.2 | 1.0 | -1.8 |
| Temp. media (°C)                                                                                                   | 0.1 | 0.2 | -0.6 | -3.3 | -7.1 | -10.4 | -10.9 | -10.2 | -6.9 | -3.9 | -2.3 | -0.8 | -4.6 |
| Temp. mín. media (°C)                                                                                              | -1.4 | -1.4 | -2.6 | -6.0 | -10.7 | -14.8 | -15.7 | -15.0 | -11.2 | -7.0 | -4.4 | -2.4 | -7.7 |
| Temp. mín. abs. (°C)                                                                                               | -7.0 | -9.8 | -15.1 | -31.5 | -31.9 | -39.8 | -36.9 | -44.0 | -32.6 | -31.2 | -20.4 | -13.2 | -44.0 |
| Precipitación total (mm)                                                                                           | 35.2 | 39.1 | 47.9 | 41.4 | 31.6 | 26.0 | 31.7 | 31.8 | 28.7 | 29.0 | 32.2 | 26.5 | 398.4 |
| Días de precipitaciones (≥ 0.3 mm)                                                                                 | 14.2 | 14.5 | 16.4 | 17.4 | 16.0 | 14.8 | 15.2 | 16.0 | 14.9 | 15.3 | 15.3 | 12.8 | 182.6 |
| Días de nevadas (≥ 1 mm)                                                                                           | 20.0 | 17.7 | 19.9 | 23.1 | 22.9 | 22.2 | 22.7 | 22.7 | 23.3 | 24.3 | 23.0 | 20.6 | 262.4 |
| Horas de sol | 47.6 | 38.3 | 34.0 | 25.2 | 16.9 | 9.7 | 18.3 | 44.1 | 65.8 | 69.1 | 54.8 | 62.7 | 483.0 |
| Humedad relativa (%)                                                                                               | 85 | 86 | 86 | 86 | 85 | 85 | 83 | 84 | 84 | 86 | 86 | 86 | 86 |
| Fuente: NOAA | | | | | | | | | | | | | |

## Reclamaciones territoriales
Argentina incluye a la isla en el departamento Antártida Argentina dentro de la provincia de Tierra del Fuego, Antártida e Islas del Atlántico Sur, y para el Reino Unido integra el Territorio Antártico Británico, pero ambas reclamaciones están sujetas a las disposiciones del Tratado Antártico.
Nomenclatura de los países reclamantes: 
- Argentina: isla Laurie o isla Lauría

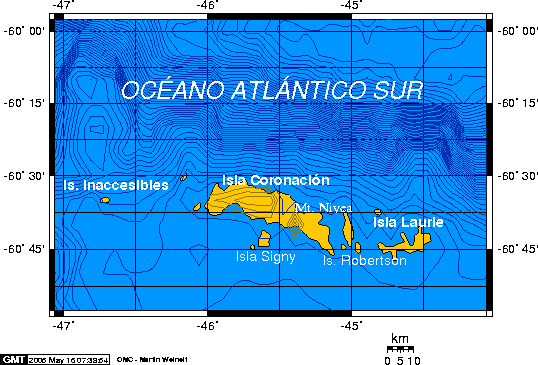
Mapa de las Orcadas del Sur.

- Reino Unido: Laurie Island